# Ехинг ам Амерзе
Ехинг ам Амерзе (њем. Eching am Ammersee) општина је у њемачкој савезној држави Баварска. Једно је од 31 општинског средишта округа Ландсберг ам Лех. Према процјени из 2010. у општини је живјело 1.609 становника. Посједује регионалну шифру (AGS) 9181115.

## Географски и демографски подаци
Ехинг ам Амерзе се налази у савезној држави Баварска у округу Ландсберг ам Лех. Општина се налази на надморској висини од 602 метра. Површина општине износи 6,2 km². У самом мјесту је, према процјени из 2010. године, живјело 1.609 становника. Просјечна густина становништва износи 258 становника/km².